# Bestimmung Tokio
Bestimmung Tokio (Originaltitel: Destination Tokyo) ist ein US-amerikanischer Kriegsfilm des Regisseurs Delmer Daves aus dem Jahr 1943 und basiert auf der gleichnamigen Erzählung von Steve Fisher. Deutschland-Premiere war am 2. Juni 1946.

## Handlung
Das amerikanische U-Boot USS Copperfin läuft am Heiligabend zu einer Geheimmission aus dem Hafen von San Francisco aus. Kommandant des Bootes ist Captain Cassidy. Auf hoher See öffnet er den versiegelten Umschlag, der seine Missionsbefehle enthält. Zuerst soll Cassidy die Aleuten anlaufen, um dort den Meteorologen Raymond an Bord zu nehmen. Danach soll es in die Bucht von Tokio gehen. Dort sollen die Wetterverhältnisse erkundet werden, damit der sog. Doolittle Raid, der erste alliierte Luftangriff auf die japanische Hauptstadt Tokio, vorbereitet werden kann.
Die Copperfin wird von zwei japanischen Flugzeugen angegriffen. Beide können abgeschossen werden. Einer der Piloten kann sich mit dem Fallschirm retten und landet im Wasser. Mike will den Japaner aus dem Wasser ziehen, wird aber von diesem erstochen. Der Rekrut Tommy Adams erschießt den japanischen Piloten. Tommy macht sich Vorwürfe zu langsam gewesen zu sein und damit eine Mitschuld an Mikes Tod zu haben. Darum meldet Tommy sich freiwillig, eine nicht explodierte japanische Bombe unter Deck zu entschärfen. Beim anschließenden Seebegräbnis für Mike ist Tin Can, ein geborener Grieche, nicht anwesend, was seine Kameraden verärgert. Tin Can erklärt, dass jeder Tod eines alliierten Soldaten ihm großes Herzeleid bereite.
Nahe der Bucht von Tokio muss sich das amerikanische U-Boot durch Minenfelder manövrieren. Als einige japanische Schiffe in die Bucht einlaufen, folgt Cassidy ihnen in ihrem Kielwasser. Eine kleine Gruppe geht nachts an Land um das Wetter zu erkunden. Währenddessen leidet Tommy an einer Entzündung des Blinddarms. Der Schiffsarzt Pills muss ihn operieren, wobei er sich der Anleitung eines medizinischen Handbuches bedient. Auch seine Instrumente für die Operation sind improvisiert.
Um eine Entdeckung zu vermeiden, funkt Raymond seine Erkenntnisse auf Japanisch. Doch die Japaner sind alarmiert und durchsuchen die Bucht. Die Copperfin kann dennoch unentdeckt entkommen. Die Seeleute werden durch das Periskop Zeugen des Luftangriffs. Dann verlässt das U-Boot die Bucht im Kielwasser eines abfahrenden Schiffes.
Später versenkt Cassidy einen Flugzeugträger der Japaner, sein Boot wird dabei aber von der Eskorte schwer beschädigt. Verzweifelt lässt Cassidy wieder angreifen, versenkt einen Zerstörer und ermöglicht damit seiner Mannschaft, San Francisco sicher zu erreichen.

## Kritiken
„Aufwendige und actiongeladene Huldigung an amerikanische Soldaten und Ausrüstung im Zweiten Weltkrieg.“

## Auszeichnungen
- 1944: Oscar-Nominierung in der Kategorie Beste Originalgeschichte (Steve Fisher)

## Hintergrund
- Die Szenen der Blinddarm-Operation an Bord des U-Boots, die im Film gezeigt werden, wurden während des Zweiten Weltkrieges von der US Navy als Übungsfilm übernommen.
- In einer kleinen Nebenrolle ist der spätere Hauptdarsteller der Fernsehserie Der Denver-Clan, John Forsythe, zu sehen.
- Der Film war das Regiedebüt von Delmer Daves.
- Militärischer Berater des Films war Lieutenant Commander Phillip Compton.
- Für Dane Clark, der bis in die 1980er Jahre viel fürs Fernsehen arbeitete, war der Film einer der ersten, in denen er im Abspann genannt wurde.
- Gedreht wurde in Kalifornien.
- Filmeditor Nyby wechselte 1951 ins Regiefach und landete mit seinem Debütfilm Das Ding aus einer anderen Welt gleich einen Welterfolg.
- Komponist Waxman wurde 1951 und 1952 mit dem Oscar geehrt, Spezial-Effekt-Techniker Lawrence W. Butler 1976.
- Der musikalische Direktor Leo F. Forbstein kam oscarprämiert zum Set. Er gewann seinen Oscar 1937.